# Chalet Wabenaki
Pour les articles homonymes, voir Domaine Wabenaki-Andrew et Maison Andrew.
Le chalet Wabenaki est un bâtiment récréatif du domaine Wabenaki-Andrew construit entre 1886 et 1914, dans le parc national de la Mauricie au Québec. Il a servi de cuisine et de salle à manger au Laurentian Club, un club privé de chasse et pêche, jusqu'en 1952 pour être ensuite la propriété du Wabenaki Fish and Game Club jusqu'à son expropriation en 1972. Il est situé près du lac à la Pêche dans le parc national de la Mauricie. Il a été reconnu comme édifice fédéral du patrimoine en 1991 par le Bureau d'examen des édifices fédéraux du patrimoine.

## Histoire
L'année de construction du chalet Wabenaki n'est pas connu de manière précise, mais elle est estimée entre 1886 et 1914. La tradition orale attribue la construction aux familles Gendron et Garceau de Saint-Élie-de-Caxton. Les plans sont attribués à l'architecte Edward Maxwell ou à l'un de ses disciples. Le bâtiment servait à l'origine de cuisine et de salle à manger pour les membres du club de chasse et pêche Laurentian Club. En 1952, elle passe au main de la Wabenaki Fish and Game Club. En 1972, le bâtiment est exproprié par le gouvernement du Québec dans le but de créer le parc national de la Mauricie, établi en 1977.
Le chalet Wabenaki, ainsi que la maison Andrew, ont été reconnus comme édifices fédéraux du patrimoine le 2 octobre 1991 par le Bureau d'examen des édifices fédéraux du patrimoine.

## Architecture

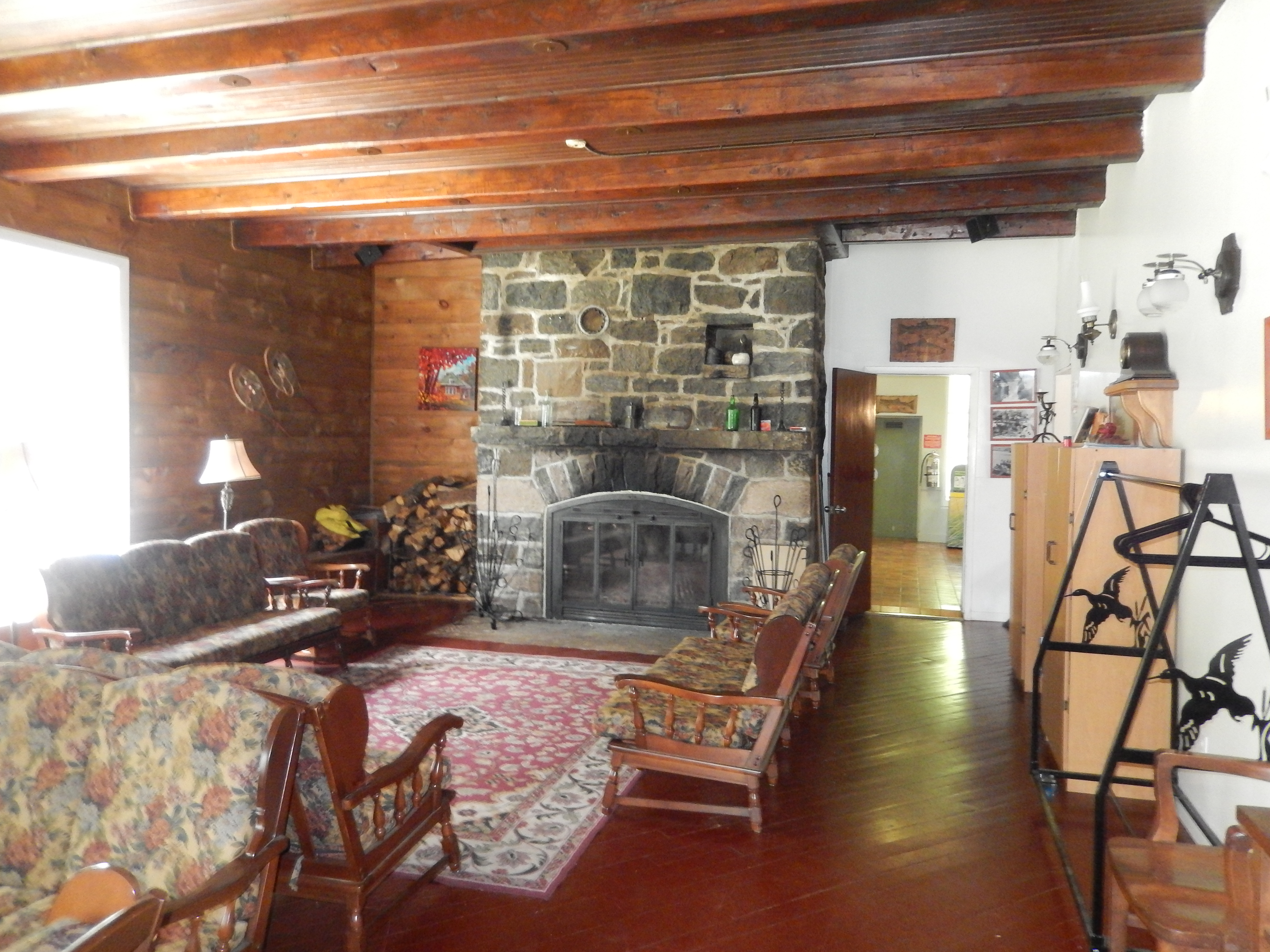
Intérieur du salon.

Le chalet Wabenaki est un édifice de deux étages composé de deux sections principales agencées en « T ». Son toit est en croupe et percé de six lucarnes. La fondation est en pierre des champs et les murs en rondins assemblés en queue d'aronde. Le toit était à l'origine en bardeau. Il a été ensuite remplacé par de la tôle pour être ensuite remplacé par de l'acier galvanisé à feuille pincée. 
L'architecte n'est pas connu, mais l'utilisation de matériaux contrastés est typique de l'œuvre d'Edward Maxwell (ou de l'un de ses disciple). Une autre caractéristique attribuée à Maxwell est la présence de poutres équarries apparentes au rez-de-chaussée.